# Sluznica
Sluznica (lat. mucosa) je naziv za tkivo koje oblaže unutrašnjost pojedinih organa i tjelesnih šupljina (usta i nos, ždrijelo, jednjak, želudac, tanko i debelo crijevo, mokraćovod, mokraćni mjehur, mokraćna cijev, dušnik, bronhije itd). Uglavnom je endodermalnog podrijetla i uključena je u postupke sekrecije i apsorpcije.